# Rediu, Iași
Rediu là một xã thuộc hạt Iași, România. Dân số thời điểm năm 2002 là 6541 người.